# Liste der Kurzgeschichten von Alice Munro
In dieser Liste finden sich Kurzgeschichten von Alice Munro, die in deutscher Übersetzung erschienen sind. Viele der deutschsprachigen Titel von Werken in Sammlungen der Autorin fehlen hier noch. Ebenso fehlen Stories, die eventuell in deutschsprachigen Anthologien erschienen sind oder möglicherweise einzeln in deutschsprachigen Zeitschriften.
- Fett markiert sind Werke aus der Zeit vor 2003, die auf Englisch mehr als dreimal wieder publiziert worden sind.
- Kursiv markiert sind Werke, die verfilmt worden sind.

In Spalte 1 entspricht die Reihenfolge der Werke der Anordnung der Geschichten in der jeweiligen englischsprachigen Sammlung.
| Original-Titel auf Englisch                                                 | Ort(e) der Handlung                             | Jahr und Titel der Sammlung bzw. Zeitschrift in Originalsprache | Deutschsprachiger Titel                             | Jahr und Titel der Sammlung bzw. Zeitschrift in deutscher Sprache |
| --------------------------------------------------------------------------- | ----------------------------------------------- | --------------------------------------------------------------- | --------------------------------------------------- | ----------------------------------------------------------------- |
| Dimensions of a Shadow                                                      |                                                 | 1950 Folio                                                      | Dimensionen eines Schattens                         | in ZEIT Magazin, Ausgabe 5. Dezember 2013                         |
| Walker Brothers Cowboy                                                      |                                                 | 1968 Dance of the Happy Shades                                  | Der Walker Brothers-Cowboy                          | 2010 Tanz der seligen Geister                                     |
| The Shining Houses                                                          |                                                 | 1968 Dance of the Happy Shades                                  | Die leuchtenden Häuser                              | 2010 Tanz der seligen Geister                                     |
| Images                                                                      |                                                 | 1968 Dance of the Happy Shades                                  | Bilder                                              | 2010 Tanz der seligen Geister                                     |
| Thanks for the Ride                                                         |                                                 | 1968 Dance of the Happy Shades                                  | Danke für die Schlittenfahrt                        | 2010 Tanz der seligen Geister                                     |
| The Office                                                                  |                                                 | 1968 Dance of the Happy Shades                                  | Das Büro                                            | 2010 Tanz der seligen Geister                                     |
| An Ounce of Cure                                                            |                                                 | 1968 Dance of the Happy Shades                                  | Ein Gläschen Medizin                                | 2010 Tanz der seligen Geister                                     |
| The Time of Death                                                           |                                                 | 1968 Dance of the Happy Shades                                  | Die Zeit des Todes                                  | 2010 Tanz der seligen Geister                                     |
| Day of the Butterfly                                                        |                                                 | 1968 Dance of the Happy Shades                                  | Tag des Schmetterlings                              | 2010 Tanz der seligen Geister                                     |
| Boys and Girls Version 1968 im Web                                          |                                                 | 1968 Dance of the Happy Shades                                  | Jungen und Mädchen                                  | 2010 Tanz der seligen Geister                                     |
| Postcard                                                                    |                                                 | 1968 Dance of the Happy Shades                                  | Postkarte                                           | 2010 Tanz der seligen Geister                                     |
| Red Dress– 1946                                                             |                                                 | 1968 Dance of the Happy Shades                                  | Rotes Kleid– 1946                                   | 2010 Tanz der seligen Geister                                     |
| Sunday Afternoon                                                            |                                                 | 1968 Dance of the Happy Shades                                  | Sonntagnachmittag                                   | 2010 Tanz der seligen Geister                                     |
| A Trip to the Coast                                                         |                                                 | 1968 Dance of the Happy Shades                                  | Ein Ausflug an die Küste                            | 2010 Tanz der seligen Geister                                     |
| The Peace of Utrecht                                                        |                                                 | 1968 Dance of the Happy Shades                                  | Der Friede von Utrecht                              | 2010 Tanz der seligen Geister                                     |
| Dance of the Happy Shades                                                   |                                                 | 1968 Dance of the Happy Shades                                  | Tanz der seligen Geister                            | 2010 Tanz der seligen Geister                                     |
| The Flats Road                                                              |                                                 | 1971 Lives of Girls and Women                                   | Die Flats Road                                      | 1983 Kleine Aussichten                                            |
| Heirs of the Living Body                                                    |                                                 | 1971 Lives of Girls and Women                                   | Die Erben des menschlichen Körpers                  | 1983 Kleine Aussichten                                            |
| Princess Ida                                                                |                                                 | 1971 Lives of Girls and Women                                   | Prinzessin Ida                                      | 1983 Kleine Aussichten                                            |
| Age of Faith                                                                |                                                 | 1971 Lives of Girls and Women                                   | Alter der Gläubigkeit                               | 1983 Kleine Aussichten                                            |
| Changes and Ceremonies                                                      |                                                 | 1971 Lives of Girls and Women                                   | Veränderungen und Zeremonien                        | 1983 Kleine Aussichten                                            |
| Lives of Girls and Women                                                    |                                                 | 1971 Lives of Girls and Women                                   | Das Leben von Mädchen und Frauen                    | 1983 Kleine Aussichten                                            |
| Baptizing                                                                   |                                                 | 1971 Lives of Girls and Women                                   | Taufe                                               | 1983 Kleine Aussichten                                            |
| Ally and Lizzy                                                              |                                                 | 1971 Lives of Girls and Women                                   | -                                                   | -                                                                 |
| Epilogue: The Photographer                                                  |                                                 | 1971 Lives of Girls and Women                                   | Epilog: Der Fotograf                                | 1983 Kleine Aussichten                                            |
| Something I've Been Meaning to Tell You                                     |                                                 | 1974 Something I've Been Meaning to Tell You                    | Was ich dir schon immer sagen wollte                | 2012 Was ich dir schon immer sagen wollte                         |
| Material                                                                    |                                                 | 1974 Something I've Been Meaning to Tell You                    | Material                                            | 2012 Was ich dir schon immer sagen wollte                         |
| How I Met My Husband                                                        |                                                 | 1974 Something I've Been Meaning to Tell You                    | Wie ich meinen Mann kennenlernte                    | 2012 Was ich dir schon immer sagen wollte                         |
| Walking on Water                                                            |                                                 | 1974 Something I've Been Meaning to Tell You                    | Auf dem Wasser gehen                                | 2012 Was ich dir schon immer sagen wollte                         |
| Forgiveness in Families                                                     |                                                 | 1974 Something I've Been Meaning to Tell You                    | Vergebung in Familien                               | 2012 Was ich dir schon immer sagen wollte                         |
| Tell Me Yes or No                                                           |                                                 | 1974 Something I've Been Meaning to Tell You                    | Sag mir, ja oder nein                               | 2012 Was ich dir schon immer sagen wollte                         |
| The Found Boat                                                              |                                                 | 1974 Something I've Been Meaning to Tell You                    | Das gefundene Boot                                  | 2012 Was ich dir schon immer sagen wollte                         |
| Executioners                                                                |                                                 | 1974 Something I've Been Meaning to Tell You                    | Scharfrichter                                       | 2012 Was ich dir schon immer sagen wollte                         |
| Marrakesh                                                                   |                                                 | 1974 Something I've Been Meaning to Tell You                    | Marrakesch                                          | 2012 Was ich dir schon immer sagen wollte                         |
| The Spanish Lady                                                            |                                                 | 1974 Something I've Been Meaning to Tell You                    | Die spanische Edeldame                              | 2012 Was ich dir schon immer sagen wollte                         |
| Winter Wind                                                                 |                                                 | 1974 Something I've Been Meaning to Tell You                    | Winterwind                                          | 2012 Was ich dir schon immer sagen wollte                         |
| Memorial                                                                    |                                                 | 1974 Something I've Been Meaning to Tell You                    | Gedenken                                            | 2012 Was ich dir schon immer sagen wollte                         |
| The Ottawa Valley                                                           |                                                 | 1974 Something I've Been Meaning to Tell You                    | Das Tal von Ottawa                                  | 2012 Was ich dir schon immer sagen wollte                         |
| Royal Beatings                                                              |                                                 | 1978 Who Do You Think You Are?                                  | Eine fürstliche Abreibung                           | 1981 Das Bettlermädchen                                           |
| Privilege                                                                   |                                                 | 1978 Who Do You Think You Are?                                  | Unverletzbarkeit                                    | 1981 Das Bettlermädchen                                           |
| Half a Grapefruit                                                           |                                                 | 1978 Who Do You Think You Are?                                  | Eine halbe Grapefruit                               | 1981 Das Bettlermädchen                                           |
| Wild Swans                                                                  |                                                 | 1978 Who Do You Think You Are?                                  | Wilde Schwäne                                       | 1981 Das Bettlermädchen                                           |
| The Beggar Maid                                                             |                                                 | 1978 Who Do You Think You Are?                                  | Das Bettlermädchen                                  | 1981 Das Bettlermädchen                                           |
| Mischief                                                                    |                                                 | 1978 Who Do You Think You Are?                                  | Pech                                                | 1981 Das Bettlermädchen                                           |
| Providence                                                                  |                                                 | 1978 Who Do You Think You Are?                                  | Vorsehung                                           | 1981 Das Bettlermädchen                                           |
| Simon's Luck                                                                |                                                 | 1978 Who Do You Think You Are?                                  | Simons Glück                                        | 1981 Das Bettlermädchen                                           |
| Spelling                                                                    |                                                 | 1978 Who Do You Think You Are?                                  | Buchstabieren                                       | 1981 Das Bettlermädchen                                           |
| Who Do You Think You Are?                                                   |                                                 | 1978 Who Do You Think You Are?                                  | Was glaubst du, wer du bist?                        | 1981 Das Bettlermädchen                                           |
| Chaddeleys and Flemings I: The Connection                                   |                                                 | 1982 The Moons of Jupiter                                       |                                                     | 1986 Die Jupitermonde                                             |
| Chaddeleys and Flemings II: The Stone in the Field                          |                                                 | 1982 The Moons of Jupiter                                       |                                                     | 1986 Die Jupitermonde                                             |
| Dulse                                                                       |                                                 | 1982 The Moons of Jupiter                                       |                                                     | 1986 Die Jupitermonde                                             |
| The Turkey Season                                                           |                                                 | 1982 The Moons of Jupiter                                       |                                                     | 1986 Die Jupitermonde                                             |
| Accident                                                                    |                                                 | 1982 The Moons of Jupiter                                       |                                                     | 1986 Die Jupitermonde                                             |
| Bardon Bus                                                                  |                                                 | 1982 The Moons of Jupiter                                       |                                                     | 1986 Die Jupitermonde                                             |
| Prue                                                                        |                                                 | 1982 The Moons of Jupiter                                       |                                                     | 1986 Die Jupitermonde                                             |
| Labor Day Dinner                                                            |                                                 | 1982 The Moons of Jupiter                                       |                                                     | 1986 Die Jupitermonde                                             |
| Mrs. Cross and Mrs. Kidd                                                    |                                                 | 1982 The Moons of Jupiter                                       |                                                     | 1986 Die Jupitermonde                                             |
| Hard-Luck Stories                                                           |                                                 | 1982 The Moons of Jupiter                                       |                                                     | 1986 Die Jupitermonde                                             |
| Visitors                                                                    |                                                 | 1982 The Moons of Jupiter                                       |                                                     | 1986 Die Jupitermonde                                             |
| The Moons of Jupiter                                                        |                                                 | 1982 The Moons of Jupiter                                       | Die Jupitermonde                                    | 1986 Die Jupitermonde                                             |
| The Progress of Love                                                        |                                                 | 1986 The Progress of Love                                       | Das Wachsen der Liebe                               | 1989 Der Mond über der Eisbahn                                    |
| Lichen                                                                      |                                                 | 1986 The Progress of Love                                       | Flechten                                            | 1989 Der Mond über der Eisbahn                                    |
| Monsieur les Deux Chapeaux                                                  |                                                 | 1986 The Progress of Love                                       | Monsieur les Deux Chapeaux                          | 1989 Der Mond über der Eisbahn                                    |
| Miles City, Montana                                                         |                                                 | 1986 The Progress of Love                                       | Miles City, Montana                                 | 1989 Der Mond über der Eisbahn                                    |
| Fits                                                                        |                                                 | 1986 The Progress of Love                                       | Anfälle                                             | 1989 Der Mond über der Eisbahn                                    |
| The Moon in the Orange Street Skating Rink                                  |                                                 | 1986 The Progress of Love                                       | Der Mond über der Eisbahn in der Orange Street      | 1989 Der Mond über der Eisbahn                                    |
| Jesse and Meribeth                                                          |                                                 | 1986 The Progress of Love                                       | Jesse and Meribeth                                  | 1989 Der Mond über der Eisbahn                                    |
| Eskimo                                                                      |                                                 | 1986 The Progress of Love                                       | Eskimo                                              | 1989 Der Mond über der Eisbahn                                    |
| A Queer Streak                                                              |                                                 | 1986 The Progress of Love                                       | Nicht ganz bei Trost                                | 1989 Der Mond über der Eisbahn                                    |
| Circle of Prayer                                                            |                                                 | 1986 The Progress of Love                                       | Der Gebetskreis                                     | 1989 Der Mond über der Eisbahn                                    |
| White Dump                                                                  |                                                 | 1986 The Progress of Love                                       | Schneeberg                                          | 1989 Der Mond über der Eisbahn                                    |
| Friend of My Youth                                                          |                                                 | 1990 Friend of My Youth                                         | Die Jugendfreundin                                  | 1991 Glaubst du, es war Liebe?                                    |
| Five Points                                                                 |                                                 | 1990 Friend of My Youth                                         | Five Points                                         | 1991 Glaubst du, es war Liebe?                                    |
| Meneseteung                                                                 |                                                 | 1990 Friend of My Youth                                         | Meneseteung                                         | 1991 Glaubst du, es war Liebe?                                    |
| Hold Me Fast, Don't Let Me Pass                                             |                                                 | 1990 Friend of My Youth                                         | Halt mich fest, lass mich nicht los                 | 1991 Glaubst du, es war Liebe?                                    |
| Oranges and Apples                                                          |                                                 | 1990 Friend of My Youth                                         | Äpfel und Birnen                                    | 1991 Glaubst du, es war Liebe?                                    |
| Pictures of the Ice                                                         |                                                 | 1990 Friend of My Youth                                         | Bilder vom Eis                                      | 1991 Glaubst du, es war Liebe?                                    |
| Goodness and Mercy                                                          |                                                 | 1990 Friend of My Youth                                         | Güte und Barmherzigkeit                             | 1991 Glaubst du, es war Liebe?                                    |
| Oh, What Avails                                                             |                                                 | 1990 Friend of My Youth                                         | Ach, wozu . . .                                     | 1991 Glaubst du, es war Liebe?                                    |
| Differently                                                                 |                                                 | 1990 Friend of My Youth                                         | Anders                                              | 1991 Glaubst du, es war Liebe?                                    |
| Wigtime                                                                     |                                                 | 1990 Friend of My Youth                                         | Glaubst du, es war Liebe?                           | 1991 Glaubst du, es war Liebe?                                    |
| Carried Away                                                                |                                                 | 1994 Open Secrets                                               | Entrückt                                            | 1996 Offene Geheimnisse                                           |
| A Real Life                                                                 |                                                 | 1994 Open Secrets                                               | Ein richtiges Leben                                 | 1996 Offene Geheimnisse                                           |
| The Albanian Virgin                                                         |                                                 | 1994 Open Secrets                                               | Die albanische Jungfrau                             | 1996 Offene Geheimnisse                                           |
| Open Secrets                                                                |                                                 | 1994 Open Secrets                                               | Offene Geheimnisse                                  | 1996 Offene Geheimnisse                                           |
| The Jack Randa Hotel                                                        |                                                 | 1994 Open Secrets                                               | Das Jack Randa Hotel                                | 1996 Offene Geheimnisse                                           |
| A Wilderness Station                                                        |                                                 | 1994 Open Secrets                                               | Ein Vorposten in der Wildnis                        | 1996 Offene Geheimnisse                                           |
| Spaceships Have Landed                                                      |                                                 | 1994 Open Secrets                                               | UFOs sind gelandet                                  | 1996 Offene Geheimnisse                                           |
| Vandals                                                                     |                                                 | 1994 Open Secrets                                               | Vandalen                                            | 1996 Offene Geheimnisse                                           |
| The Love of a Good Woman                                                    |                                                 | 1998 The Love of a Good Woman                                   | Die Liebe einer Frau                                | 2000 Die Liebe einer Frau                                         |
| Jakarta                                                                     |                                                 | 1998 The Love of a Good Woman                                   | Jakarta                                             | 2000 Die Liebe einer Frau                                         |
| Cortes Island                                                               |                                                 | 1998 The Love of a Good Woman                                   | Cortes Island                                       | 2000 Die Liebe einer Frau                                         |
| Save the Reaper                                                             |                                                 | 1998 The Love of a Good Woman                                   | Einzig der Schnitter                                | 2000 Die Liebe einer Frau                                         |
| The Children Stay                                                           |                                                 | 1998 The Love of a Good Woman                                   | Die Kinder bleiben hier                             | 2002 Der Traum meiner Mutter                                      |
| Rich as Stink                                                               |                                                 | 1998 The Love of a Good Woman                                   | Stinkreich                                          | 2002 Der Traum meiner Mutter                                      |
| Before the Change                                                           |                                                 | 1998 The Love of a Good Woman                                   | Vor dem Wandel                                      | 2002 Der Traum meiner Mutter                                      |
| My Mother's Dream                                                           |                                                 | 1998 The Love of a Good Woman                                   | Der Traum meiner Mutter                             | 2002 Der Traum meiner Mutter                                      |
| Hateship, Friendship, Courtship, Loveship, Marriage                         |                                                 | 2001 Hateship, Friendship, Courtship, Loveship, Marriage        | Hasst er mich, mag er mich, liebt er mich, Hochzeit | 2004 Himmel und Hölle                                             |
| Floating Bridge                                                             |                                                 | 2001 Hateship, Friendship, Courtship, Loveship, Marriage        | Eine schwimmende Brücke                             | 2004 Himmel und Hölle                                             |
| Family Furnishings                                                          |                                                 | 2001 Hateship, Friendship, Courtship, Loveship, Marriage        | Erbstücke                                           | 2004 Himmel und Hölle                                             |
| Comfort                                                                     |                                                 | 2001 Hateship, Friendship, Courtship, Loveship, Marriage        | Trost                                               | 2004 Himmel und Hölle                                             |
| Nettles                                                                     |                                                 | 2001 Hateship, Friendship, Courtship, Loveship, Marriage        | Nesseln                                             | 2004 Himmel und Hölle                                             |
| Post and Beam                                                               |                                                 | 2001 Hateship, Friendship, Courtship, Loveship, Marriage        | Pfosten und Bohlen                                  | 2004 Himmel und Hölle                                             |
| What is Remembered                                                          |                                                 | 2001 Hateship, Friendship, Courtship, Loveship, Marriage        | Was in Erinnerung bleibt                            | 2004 Himmel und Hölle                                             |
| Queenie Version 1998 im Web                                                 |                                                 | 2001 Hateship, Friendship, Courtship, Loveship, Marriage        | Queenie                                             | 2004 Himmel und Hölle                                             |
| The Bear Came Over the Mountain Version 1999 im Web                         |                                                 | 2001 Hateship, Friendship, Courtship, Loveship, Marriage        | Der Bär kletterte über den Berg                     | 2004 Himmel und Hölle                                             |
| Runaway Version August 2003 im Web                                          |                                                 | 2004 Runaway                                                    | Ausreißer                                           | 2006 Tricks                                                       |
| Chance                                                                      |                                                 | 2004 Runaway                                                    | Entscheidung                                        | 2006 Tricks                                                       |
| Soon                                                                        |                                                 | 2004 Runaway                                                    | Bald                                                | 2006 Tricks                                                       |
| Silence                                                                     |                                                 | 2004 Runaway                                                    | Schweigen                                           | 2006 Tricks                                                       |
| Passion Version März 2004 im Web                                            |                                                 | 2004 Runaway                                                    | Leidenschaft                                        | 2006 Tricks                                                       |
| Trespasses                                                                  |                                                 | 2004 Runaway                                                    | Verfehlungen                                        | 2006 Tricks                                                       |
| Tricks                                                                      |                                                 | 2004 Runaway                                                    | Tricks                                              | 2006 Tricks                                                       |
| Powers                                                                      |                                                 | 2004 Runaway                                                    | Kräfte                                              | 2006 Tricks                                                       |
| No Advantages                                                               |                                                 | 2006 The View from Castle Rock                                  | Ohne Vorzüge                                        | 2008 Wozu wollen Sie das wissen?                                  |
| The View from Castle Rock Version 2005 im Web                               | Edinburgh, Atlantik, Nova Scotia, Montreal etc. | 2006 The View from Castle Rock                                  | Die Aussicht vom Burgfelsen                         | 2008 Wozu wollen Sie das wissen?                                  |
| Illinois                                                                    |                                                 | 2006 The View from Castle Rock                                  | Illinois                                            | 2008 Wozu wollen Sie das wissen?                                  |
| The Wilds of Morris Township                                                |                                                 | 2006 The View from Castle Rock                                  | Die Wildnis des Landkreises Morris                  | 2008 Wozu wollen Sie das wissen?                                  |
| Working for a Living                                                        |                                                 | 2006 The View from Castle Rock                                  | Von der Hände Arbeit leben                          | 2008 Wozu wollen Sie das wissen?                                  |
| Fathers                                                                     |                                                 | 2006 The View from Castle Rock                                  | Väter                                               | 2008 Wozu wollen Sie das wissen?                                  |
| Lying Under the Apple Tree                                                  |                                                 | 2006 The View from Castle Rock                                  | Unterm Apfelbaum liegen                             | 2008 Wozu wollen Sie das wissen?                                  |
| Hired Girl                                                                  |                                                 | 2006 The View from Castle Rock                                  | Aushilfe                                            | 2008 Wozu wollen Sie das wissen?                                  |
| The Ticket                                                                  |                                                 | 2006 The View from Castle Rock                                  | Die Schiene                                         | 2008 Wozu wollen Sie das wissen?                                  |
| Home Version Sommer 2006 im Web                                             |                                                 | 2006 The View from Castle Rock                                  | Daheim                                              | 2008 Wozu wollen Sie das wissen?                                  |
| What Do You Want to Know For?                                               |                                                 | 2006 The View from Castle Rock                                  | Wozu wollen Sie das wissen?                         | 2008 Wozu wollen Sie das wissen?                                  |
| Messenger                                                                   |                                                 | 2006 The View from Castle Rock                                  | Botschaften                                         | 2008 Wozu wollen Sie das wissen?                                  |
| Dimensions Version Juni 2006 im Web                                         |                                                 | 2009 Too Much Happiness                                         | Dimensionen                                         | 2011 Zu viel Glück                                                |
| Fiction                                                                     |                                                 | 2009 Too Much Happiness                                         | Erzählungen                                         | 2011 Zu viel Glück                                                |
| Wenlock Edge Version 2005 im Web                                            |                                                 | 2009 Too Much Happiness                                         | Der Grat von Wenlock                                | 2011 Zu viel Glück                                                |
| Deep-Holes Version 2008 im Web                                              |                                                 | 2009 Too Much Happiness                                         | Tieflöcher                                          | 2011 Zu viel Glück                                                |
| Free Radicals Version 2008 im Web                                           |                                                 | 2009 Too Much Happiness                                         | Freie Radikale                                      | 2011 Zu viel Glück                                                |
| Face Version 2008 im Web                                                    |                                                 | 2009 Too Much Happiness                                         | Gesicht                                             | 2011 Zu viel Glück                                                |
| Some Women                                                                  |                                                 | 2009 Too Much Happiness                                         | Manche Frauen                                       | 2011 Zu viel Glück                                                |
| Child’s Play                                                                |                                                 | 2009 Too Much Happiness                                         | Kinderspiel                                         | 2011 Zu viel Glück                                                |
| Wood Version 2009 im Web (Memento vom 2. November 2013 im Internet Archive) |                                                 | 2009 Too Much Happiness                                         | Holz                                                | 2011 Zu viel Glück                                                |
| Too Much Happiness                                                          |                                                 | 2009 Too Much Happiness                                         | Zu viel Glück                                       | 2011 Zu viel Glück                                                |
| To Reach Japan                                                              |                                                 | 2012 Dear Life                                                  | Japan erreichen                                     | 2013 Liebes Leben                                                 |
| Amundsen Version von August 2012 im Web                                     |                                                 | 2012 Dear Life                                                  | Amundsen                                            | 2013 Liebes Leben                                                 |
| Leaving Maverley                                                            |                                                 | 2012 Dear Life                                                  | Abschied von Maverly                                | 2013 Liebes Leben                                                 |
| Gravel Printversion 2012 im Web                                             |                                                 | 2012 Dear Life                                                  | Kies                                                | 2013 Liebes Leben                                                 |
| Haven                                                                       |                                                 | 2012 Dear Life                                                  | Heimstatt                                           | 2013 Liebes Leben                                                 |
| Pride                                                                       |                                                 | 2012 Dear Life                                                  | Stolz                                               | 2013 Liebes Leben                                                 |
| Corrie Version 2010 im Web                                                  |                                                 | 2012 Dear Life                                                  | Corrie                                              | 2013 Liebes Leben                                                 |
| Train Version von April 2012 im Web                                         |                                                 | 2012 Dear Life                                                  | Zug                                                 | 2013 Liebes Leben                                                 |
| In Sight of the Lake                                                        |                                                 | 2012 Dear Life                                                  | Mit Seeblick                                        | 2013 Liebes Leben                                                 |
| Dolly                                                                       |                                                 | 2012 Dear Life                                                  | Dolly                                               | 2013 Liebes Leben                                                 |
| The Eye                                                                     |                                                 | 2012 Dear Life                                                  | Das Auge                                            | 2013 Liebes Leben                                                 |
| Night                                                                       |                                                 | 2012 Dear Life                                                  | Nacht                                               | 2013 Liebes Leben                                                 |
| Voices                                                                      |                                                 | 2012 Dear Life                                                  | Stimmen                                             | 2013 Liebes Leben                                                 |
| Dear Life Version von September 2011 im Web                                 |                                                 | 2012 Dear Life                                                  | Liebes Leben                                        | 2013 Liebes Leben                                                 |